# Álvaro Obregón, Veracruz
Álvaro Obregón är en ort i Mexiko.   Den ligger i kommunen Ixhuatlán del Café och delstaten Veracruz, i den sydöstra delen av landet, 240 km öster om huvudstaden Mexico City. Álvaro Obregón ligger 1 640 meter över havet och antalet invånare är 875.
Terrängen runt Álvaro Obregón är varierad. Álvaro Obregón ligger uppe på en höjd. Runt Álvaro Obregón är det mycket tätbefolkat, med 2 345 invånare per kvadratkilometer. Närmaste större samhälle är Córdoba, 14,8 km söder om Álvaro Obregón. I omgivningarna runt Álvaro Obregón växer i huvudsak städsegrön lövskog.